# Murščak
Murščak je naselje v Občini Radenci.